# Myriotrema polytretum
Myriotrema polytretum är en lavart som beskrevs av Hale. Myriotrema polytretum ingår i släktet Myriotrema och familjen Graphidaceae.   Inga underarter finns listade i Catalogue of Life.